# Colorado Acres
Colorado Acres è un census-designated place (CDP) degli Stati Uniti d'America della contea di Webb nello Stato del Texas. La popolazione era di 296 abitanti al censimento del 2010. Questo era un nuovo CDP formato da parti del CDP di Ranchitos Las Lomas prima del censimento del 2010.

## Geografia fisica
Colorado Acres è situata a 27°38′42″N 99°12′51″W (27.644901, -99.214301).
Secondo lo United States Census Bureau, il CDP ha una superficie totale di 7,58 km², dei quali 7,58 km² di territorio e 0 km² di acque interne (0% del totale).

## Società

### Evoluzione demografica
Secondo il censimento del 2010, la popolazione era di 296 abitanti.

### Etnie e minoranze straniere
Secondo il censimento del 2010, la composizione etnica del CDP era formata dall'88,85% di bianchi, lo 0% di afroamericani, lo 0% di nativi americani, lo 0% di asiatici, lo 0,34% di oceanici, il 9,8% di altre razze, e l'1,01% di due o più etnie. Ispanici o latinos di qualunque razza erano il 99,32% della popolazione.